# Anyang (Südkorea)

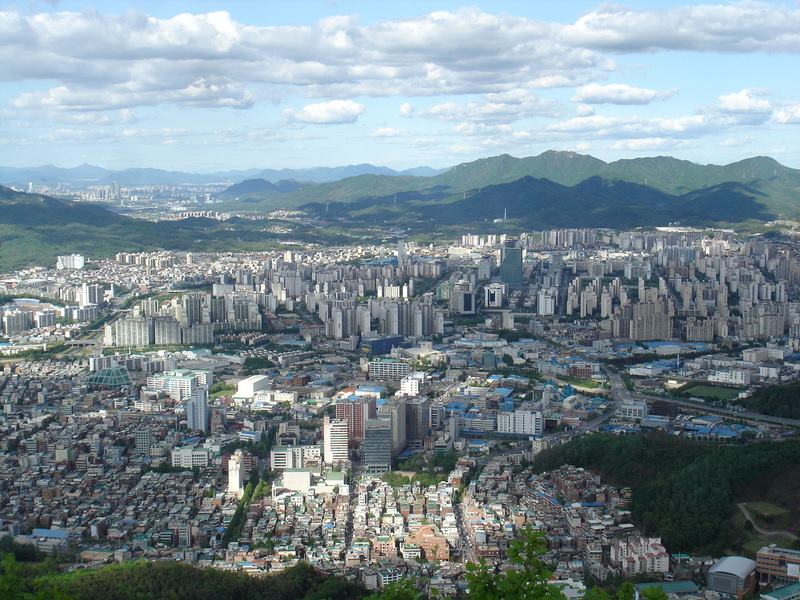
Anyang (2006)

Anyang (kor. 안양) ist eine Großstadt in der südkoreanischen Provinz Gyeonggi-do. Sie liegt ca. 20 km südlich der Hauptstadt Seoul, an deren U-Bahn-Netz sie mit den Linien 1 und 4 angeschlossen ist.
Anyangs höhere Bildungseinrichtungen sind unter anderem die Anyang Science University, die Anyang University, die Daehan Graduate School of Theology, das Daelim College und die Sungkyul-University.

## Wirtschaft
Mit Ottogi hat einer der größten Lebensmittelhersteller Südkoreas seinen Hauptsitz im Anyanger Stadtbezirk Dongan.

## Sport
In Anyang ist die Eishockeymannschaft Anyang Halla beheimatet, die seit ihrem fünften Sieg 2018 Rekordmeister der Asia League Ice Hockey ist.

## Persönlichkeiten
- Kim Tae-young (* 1982), Fußballspieler
- Yekwon Sunwoo (* 1989), Konzertpianist
- Ju Se-jong (* 1990), Fußballspieler
- Kim Kuk-young (* 1991), Sprinter
- Bae Nu-ri (* 1993), Schauspielerin
- Chae Soo-bin (* 1994), Schauspielerin
- Jang Dong-hee (* 1995), Fußballspieler
- Kim Seok-jin (* 1992), Sänger, Tänzer (BTS)
- Kim Min-gyu (* 1997), Rapper/Sänger, Tänzer (Seventeen)
- Kim Hong-joong (* 1998), Sänger/Rapper, Tänzer, Musikproduzent (ATEEZ)

## Partnerstädte
- Hampton (USA) seit dem 16. Juni 1989
- Garden Grove (USA) seit dem 26. Juni 1989
- Weifang (Volksrepublik China) seit dem 7. Mai 1995
- Ulan-Ude (Russland) seit dem 23. Juli 1997
- Naucalpan (Mexiko) seit dem 17. September 1997
- Sorocaba (Brasilien) seit dem 19. September 1997
- Tokorozawa (Japan) seit dem 17. April 1998

Anyang ist außerdem seit dem 17. April 1987 mit Komaki befreundet.